# Haimo Kinzler
Haimo Kinzler (né en 1960) est un auteur de bande dessinée allemand.

## Biographie
Après des études de sciences humaines à l'université de  Tübingen, Haimo Kinzler se consacre à partir de 1989 à la bande dessinée sur les conseils de Walter Moers. Il débute professionnellement avec la série humoristique Wüttner, dont Zwerchfell Verlag (de) publie cinq volumes de 1995 à 1998 et qui lui vaut le prix Max et Moritz de la meilleure bande dessinée de langue allemande en 1998.
Dans les années 2000, il se spécialise dans la bande dessinée jeunesse, écrivant notamment pour l'hebdomadaire Fix und Foxi (en) de 2006 à 2009, année où il lance la série Gustav, qu'il réalise avec Leo Leowald (de).

## Distinction
- 1998 : Prix Max et Moritz de la meilleure bande dessinée de langue allemande pour Wüttner